# Rabidosa hentzi
Rabidosa hentzi är en spindelart som först beskrevs av Banks 1904.  Rabidosa hentzi ingår i släktet Rabidosa och familjen vargspindlar. Inga underarter finns listade i Catalogue of Life.